# Jeunesse Jemeppe Handball
Pour les articles homonymes, voir Jeunesse (homonymie) et Jemeppe.
Maillots
Dernière mise à jour : 17 janvier 2022.
La Jeunesse Jemeppe Handball, abrégé en Jeunesse Jemeppe, est un club belge de handball situé à Jemeppe-sur-Meuse dans la commune de Seraing près de Liège. Le club est un ancien pensionnaire en Division 1 tant chez les dames que chez les hommes. 
Porteur du matricule 66, le club est affilié à la LFH et évolue en D1 LFH (3e niveau), la section dame n'est aujourd'hui plus active. 

## Histoire
| Compétition | nombres | Saisons                           |
| ----------- | ------- | --------------------------------- |
| Division 1  | 3       | 1981/1982, 1984/1985 et 1985/1986 |
| Division 1  | 2       | 1987/1988, 1989/1990              |

La Jeunesse Jemeppe fut fondé en 1961 par des gymnastes du club de la Société Sportive La Jeunesse. La Jeunesse était alors un club omnisports, outre la section gymnastique et handball, il comprenait une section ping-pong et basket-ball.
La section handball voit donc le jour en 1961 et acquiert le matricule 66, elle décide de s'installer dans la cour de l'école communale « de l’Industrie », située Rue G. Baivy à Jemeppe-sur-Meuse. Les classes de l'école font alors office de vestiaires les week-ends.
Lors de la crise de clubs liégeois, l'Union belge contraint les sections séniors des clubs à jouer en salle. Jemeppe, tout en continuant de s'entrainer à l'extérieur, migre dès lors vers les communes voisines tels que Flémalle ou Grâce-Hollogne.
Dans les années 1980, Jemeppe bénéficie enfin de sa salle, le Hall Omnisports des Bois de Mont. Cette décennie peut être considérée comme l'âge dorée de Jemeppe. Le club mosan voit, en effet, dans un premier temps sa section dame accéder en Division 1 lors de la saison 1981/1982, ainsi que sa section homme à l'issue de la saison 1987/1988. Malheureusement pour les Jemeppiens, le club ne réussit jamais à s'imposer dans l'élite tant chez les hommes que chez les femmes. Ainsi, la section dame évolua trois saisons en Division 1, lors de la saison 1981/1982, 1984/1985 et 1985/1986 tandis que les hommes évolueront lors de la saison 1987/1988 et 1989/1990.

## Infrastructure
- École de l’Industrie: le club évoluait dans la cour de récréation de cette ancienne école.
- Depuis les années 1970, c'est au Hall Omnisports du Bois de Mont que les équipes évoluent à domicile.

## Comité
- Président : Jean-Claude Laurencin
- Secrétaire : Gilles Léonard
- Trésorier : Dominique Dantinne

## Personnalité liée au club
- Noémie Happart: Miss Belgique 2013 et ancienne joueuse du Jeunesse Jemeppe.
- Jean-Claude Méode: Ancien joueur, il fut entraîneur à la Jeunesse Jemeppe.
- Mike Meode: Ancien joueur, il évolue actuellement à l'Union beynoise.
- Yoris Grandjean: Ancien nageur professionnel, il décide de rejoindre ses deux sœurs après sa carrière.

## Logo

Ancien logo
Ancien logo
Ancien logo
Logo actuel